# Список глав государств в 119 году до н. э.
| 120 до н. э. ← Список глав государств по годам → 118 до н. э. |

## Азия
- Анурадхапура:
  - Саддха Тисса, царь (137 до н. э. — 119 до н. э.)
  - Тулаттхана, царь (119 до н. э.)
  - Ланья Тисса, царь (119 до н. э. — 109 до н. э.)
- Армения Великая — Артавазд I, царь (160 до н. э. — 115 до н. э.)
- Вифиния — Никомед III Эвергет, царь (127 до н. э. — 94 до н. э.)
- Иберия — Мириан I, царь  (159 до н. э. — 109 до н. э.)
- Индо-греческое царство:
  - Стратон I, царь (от Гандхары/Западного Пенджаба до Матхура)  (125 до н. э. — 100 до н. э.)
  - Гелиокл II , царь (от Гандхары/Западного Пенджаба до Матхура)  (125 до н. э. — 110 до н. э.)
  - Лисий, царь (в Паропамисадах, Арахозии и Гандхаре)  (120 до н. э. — 110 до н. э.)
- Иудея — Иоанн Гиркан I, этнарх  (134 до н. э. — 104 до н. э.)
- Каппадокия — Ариарат VI Эпифан Филопатор, царь (130 до н. э. — 116 до н. э.)
- Китай (Династия Хань) — У-ди (Лю Чэ), император  (141 до н. э. — 87 до н. э.)
- Коммагена — Сам II,  царь (130 до н. э. — 109 до н. э.)
- Корея:
  - Махан — Маён, вождь (144 до н. э. — 113 до н. э.)
  - Пуё — Ковуру, тхандже (121 до н. э. — 86 до н. э.)
- Намвьет — Чьеу Ань Тэ, император (125 до н. э. — 113 до н. э.)
- Осроена — Фрадхашт бар Джебар, царь (120 до н. э. — 115 до н. э.)
- Парфия — Митридат II Великий, царь (124 до н. э. — 91 до н. э.)
- Понтийское царство:
  - Митридат VI Евпатор, царь (120 до н. э. — 63 до н. э.)
  - Митридат Хрест, царь (120 до н. э. — 113 до н. э.)
- Сабейское царство — Ярим Эймин, царь (145 до н. э. — 115 до н. э.)
- Сатавахана — Сатакарни II, махараджа (134 до н. э. — 78 до н. э.)
- Селевкидов государство (Сирия) — Антиох VIII Грип, царь (125 до н. э. — 96 до н. э.)
- Хунну — Ичжисе, шаньюй (126 до н. э. — 114 до н. э.)
- Шунга:
  - Пулиндака, император (122 до н. э. — 119 до н. э.)
  - Гхоша, император (119 до н. э. — 108 до н. э.)
- Япония — Кайка, тэнно (император) (158 до н. э. — 98 до н. э.)

## Африка
- Египет — Птолемей VIII Эвергет, царь (144 до н. э. — 116 до н. э.)
- Мероитское царство (Куш) — Танийдамани, царь (ок. 120 до н. э. — ок. 100 до н. э.)
- Нумидия — Миципса, царь (148 до н. э. — 118 до н. э.)

## Европа
- Боспорское царство — Перисад V, царь (125 до н. э. — 109 до н. э.)
- Ирландия — Эоху Айрем, верховный король (131 до н. э. — 116 до н. э.)[1]
- Одрисское царство (Фракия) — Котис V, царь (120 до н. э. — 87 до н. э.)
- Римская республика:
  - Луций Цецилий Метелл Далматик, консул (119 до н. э.)
  - Луций Аврелий Котта, консул (119 до н. э.)

## Галерея
- У-ди  
 141 до н.э.— 87 до н.э. 
 Император Китая
- Митридат II Великий  
 124 до н.э.— 91 до н.э. 
 Царь Парфии
- Птолемей VIII Эвергет  
 144 до н.э.— 116 до н.э. 
 Царь Египта
- Миципса  
 148 до н.э.— 118 до н.э. 
 Царь Нумидии
- Иоанн Гиркан I  
 134 до н.э.— 104 до н.э. 
 Этнарх Иудеи
- Митридат VI Евпатор  
 120 до н.э.— 63 до н.э. 
 Царь Понта
- Антиох VII Грип  
 125 до н.э.— 96 до н.э. 
 Царь Сирии
- Кайка 
 158 до н.э.—98 до н.э. 
 Император Японии